# Mohammedan Sporting Club (Calcutta)
Pour les articles homonymes, voir Mohammedan Sporting Club.
Maillots
Dernière mise à jour : 21 août 2024.
Le Mohammedan Sporting Club (en bengali : মহামেডান স্পোর্টিং ক্লাব, et en hindi : मोहम्मडन स्पोर्टिंग क्लब), plus couramment abrégé en Mohammedan SC, est un club indien de football fondé en 1891 et basé dans la ville de Calcutta dans l'état du Bengale-Occidental.

## Palmarès
| \| - Coupe d'Inde (2) : - Vainqueur : 1983 et 1984. - Finaliste : 1981, 1989 et 2003. - Championnat d'Inde de deuxième division : - Champion : 2024 - Vice-champion : 2013. \| \| - Trophée IFA (6) : - Vainqueur : 1936, 1941, 1942, 1957, 1971 et 2014. - Finaliste : 1938, 1963, 1982 et 1990. \| |  | |
| - Coupe d'Inde (2) : - Vainqueur : 1983 et 1984. - Finaliste : 1981, 1989 et 2003. - Championnat d'Inde de deuxième division : - Champion : 2024 - Vice-champion : 2013. |  | - Trophée IFA (6) : - Vainqueur : 1936, 1941, 1942, 1957, 1971 et 2014. - Finaliste : 1938, 1963, 1982 et 1990. |

## Personnalités du club

### Présidents du club
- M.J. Akbar
- Sultan Ahmed
- Md. Amiruddin
- Jamil Manzar
- Biswajit Bhattacharya

### Entraîneurs du club
- Shabbir Al
- Ananta Kumar Ghosh
- Yan Law
- Sanjoy Sen
- Biswajit Bhattacharya